# Promerycochoerus
Promerycochoerus és un gènere extint de mamífers artiodàctils de la família dels mericoidodòntids que visqueren a Nord-amèrica durant l'Oligocè superior (des de fa 28 milions d'anys fins fa 23 milions d'anys). Se n'han trobat restes fòssils als Estats Units (Dakota del Sud, Idaho, Montana, Nebraska, Nou Mèxic, Oregon, Washington i Wyoming). P. superbus era una espècie gegant. La seva anatomia fa pensar que eren animals semiaquàtics.